# Відбиток руки (Субіракс)
«Відбиток руки», інша назва — «Інтроверсія» (ісп. Introversión) — скульптура роботи іспанського скульптора Жузепа Марії Субіракса (1927–2014). Знаходиться у м. Санта-Крус-де-Тенерифе на о. Тенерифе (Канарські о-ви) в Іспанії. Створена у 1973 року і встановлена у парку Гарсія Санабрія. 
Відкрита у рамках 1-ї Міжнародної виставки скульптури на вулиці, яка проходила у 1973–1974 роках у Санта-Крус-де-Тенерифе.
Автор прийняв точку зору, пов'язану з архітектурою, намагаючись привернути увагу глядача до внутрішнього простору, до вакууму, аніж до об'єму матеріалу. Оркім цього, підкреслюється важливість простору, у цій роботі є ще одна риса, притаманна Субіраксу — це негативна форма. Негативна форма, у цьому випадку, стає відбитком руки, свого роду викопними рештками істоти чи елементу, що більше не існує. Ще одним помітним аспектом є трактування текстури, яка вказує на технічні можливості бетону. 
У 2006 році скульптуру відреставровано.